# Carl-August Bolander
Carl-August Bolander, född 20 juni 1888 i Västerås och död 16 juni 1969, var en svensk författare och litteraturkritiker. Han var bror till Nils Bolander.

## Biografi
Föräldrar var musikdirektören Carl Johan Bolander och Maria Östling. Han tog studentexamen 1906 och blev 1918 litteraturanmälare i Dagens Nyheter och tidningens Pariskorrespondent 1932–1946. Bolander utgav såväl i eget namn som under pseudonym ett flertal romaner. Som kritiker visade Bolander intresse för nya rörelser och personligheter i europeisk litteratur. Flera av hans tidningsartiklar har utkommit i bokform, såsom Svenska diktare just nu (2 band, 1916–1917), Attiska dagar (1927), samt Ismer och dikt (1928). Han var bosatt i Frankrike fram till sin död.

### Skönlitteratur
- Georg Vrede : historien om en odåga. Stockholm: Bonnier. 1917. Libris 1650024
- Helena Pegel. Stockholm: Bonnier. 1918. Libris 1650025
- Magister Bergmans världsomsegling. Stockholm: Bonnier. 1918. Libris 1650027
- Hotell Europa. Stockholm: Tiden. 1919. Libris 1650026
- Flöjten : en sommarhistoria från Majorca. Stockholm: Hökerberg. 1922. Libris 1470642
- Drottningen av Mesopotamien. Stockholm: Norstedt. 1923. Libris 1253624
- Den hoppande lågan. Stockholm: Wahlström & Widstrand. 1923. Libris 873184
- Kandidat Faust. Stockholm: Sv. andelsförl. 1923. Libris 1470643
- Karneval : drama i fyra akter. Stockholm: Bonnier. 1923. Libris 1470644
- Carl-Mikael : skådespel i fem akter. Stockholm: Wahlström & Widstrand. 1924. Libris 1470641
- Mannen från Nasaret. Stockholm: Wahlström & Widstrand. 1925. Libris 1470645
- Den galna galeasen. Stockholm: Bonnier. 1926. Libris 1253623
- Kasperskåpet : skådespel i fyra akter. Stockholm: Wahlström & Widstrand. 1926. Libris 1317661
- Hotell Damaskus : roman. Stockholm: Bonnier. 1927. Libris 1253625
- Sjusovare : roman. Stockholm: Bonnier. 1928. Libris 1338284
- Den dolda guden : historien om ett biskopsämne. Stockholm: Bonnier. 1929. Libris 1317658
- En sådan där -. Stockholm: Bonnier. 1929. Libris 1317659
- Kyssarnas bok. Stockholm: Bonnier. 1930. Libris 1317662
- Falkens Brita : roman. Femton svenska författare. Stockholm: B. Wahlström. 1934. Libris 1352120
- Olala : en historia om det eviga Frankrike. Stockholm: Nordisk rotogravyr. 1948. Libris 674842
- Blasius i Paris. Historien om Hilarion ; 4. Stockholm: Wahlström & Widstrand. 1952. Libris 1435163
- Akademien i Gorbio. Historien om Hilarion ; 6. Stockholm: Wahlström & Widstrand. 1953. Libris 1435162
- Klockaren i Carnolès. Historien om Hilarion ; 7. Stockholm: Wahlström & Widstrand. 1954. Libris 1435164
- Det snöar i Menton. Historien om Hilarion ; 8. Stockholm: Wahlström & Widstrand. 1956. Libris 1575363
- Höstviking. Stockholm: Wahlström & Widstrand. 1958. Libris 1252494
- Nu brinner mimosa. Stockholm: Wahlström & Widstrand. 1959. Libris 1252496
- Och havet är blått. Stockholm: Wahlström & Widstrand. 1960. Libris 1252498
- Nu hänger druvorna tunga -. Stockholm: Wahlström & Widstrand. 1961. Libris 1252497
- Hilarions natt. Stockholm: Wahlström & Widstrand. 1962. Libris 1252493
- Vårviking. Stockholm: Wahlström & Widstrand. 1963. Libris 1252500
- Vi rymdloppor. Stockholm: Wahlström & Widstrand. 1964. Libris 1252499
- Gandhis död. Stockholm: Wahlström & Widstrand. 1965. Libris 1252491
- Gästabudet. D. 1. Stockholm: Wahlström & Widstrand. 1966. Libris 1252492
- Jag fattig, syndig människa. Stockholm: Wahlström & Widstrand. 1967. Libris 1252495

### Varia
- Svenska diktare just nu : litterära essayer. 1–2. Stockholm: Björck & Börjesson. 1915–1916. Libris 1631829
- Tidens oro. Stockholm: Wahlström & Widstrand. 1923. Libris 1470646
- Attiska dagar. Stockholm: Wahlström & Widstrand. 1927. Libris 1317657
- Ismer och dikt. Stockholm: Bonnier. 1928. Libris 1317660
- En nobelpriskandidat från Hellas. [Paris]. 1934. Libris 2571004